# Chirita angusta
Chirita angusta är en tvåhjärtbladig växtart som först beskrevs av Charles Baron Clarke, och fick sitt nu gällande namn av Gottfried Ludwig Theobald och Grupe. Chirita angusta ingår i släktet Chirita och familjen Gesneriaceae. Inga underarter finns listade i Catalogue of Life.